# Піла (округ Пезінок)
Піла (словац. Píla) — село, громада округу Пезінок, Братиславський край, південно-західна Словаччина, Малокарпатський регіон. Кадастрова площа громади — 0,48 км².
Населення 347 осіб (станом на 31 грудня 2017 року).

## Історія
Піла згадується в 1602 році.

## Населення
| Рік:            | 1994. | 2004.    | 2014.    | 2024.    |
| --------------- | ----- | -------- | -------- | -------- |
| Кількість осіб: | 233   | 278      | 323      | 371      |
| Різниця:        |       | +19,31 % | +16,18 % | +14,86 % |

| Рік:            | 2023. | 2024.   |
| --------------- | ----- | ------- |
| Кількість осіб: | 367   | 371     |
| Різниця:        |       | +1,08 % |